# قطيش (قرية)
قطيّش قرية صغيرة على الطريق الوطنية 3 على بعد 21 كلم من مدينة قفصة وهي تابعة إداريا إلى معتمدية قفصة الشمالية. بها مدرسة ابتدائية.